# اونگرهاوزن
اونگرهاوزن (به آلمانی: Ungerhausen) یک شهر در آلمان است که در اونترالگوی واقع شده‌است. اونگرهاوزن ۱٬۰۷۶ نفر جمعیت دارد.